# 人形焼

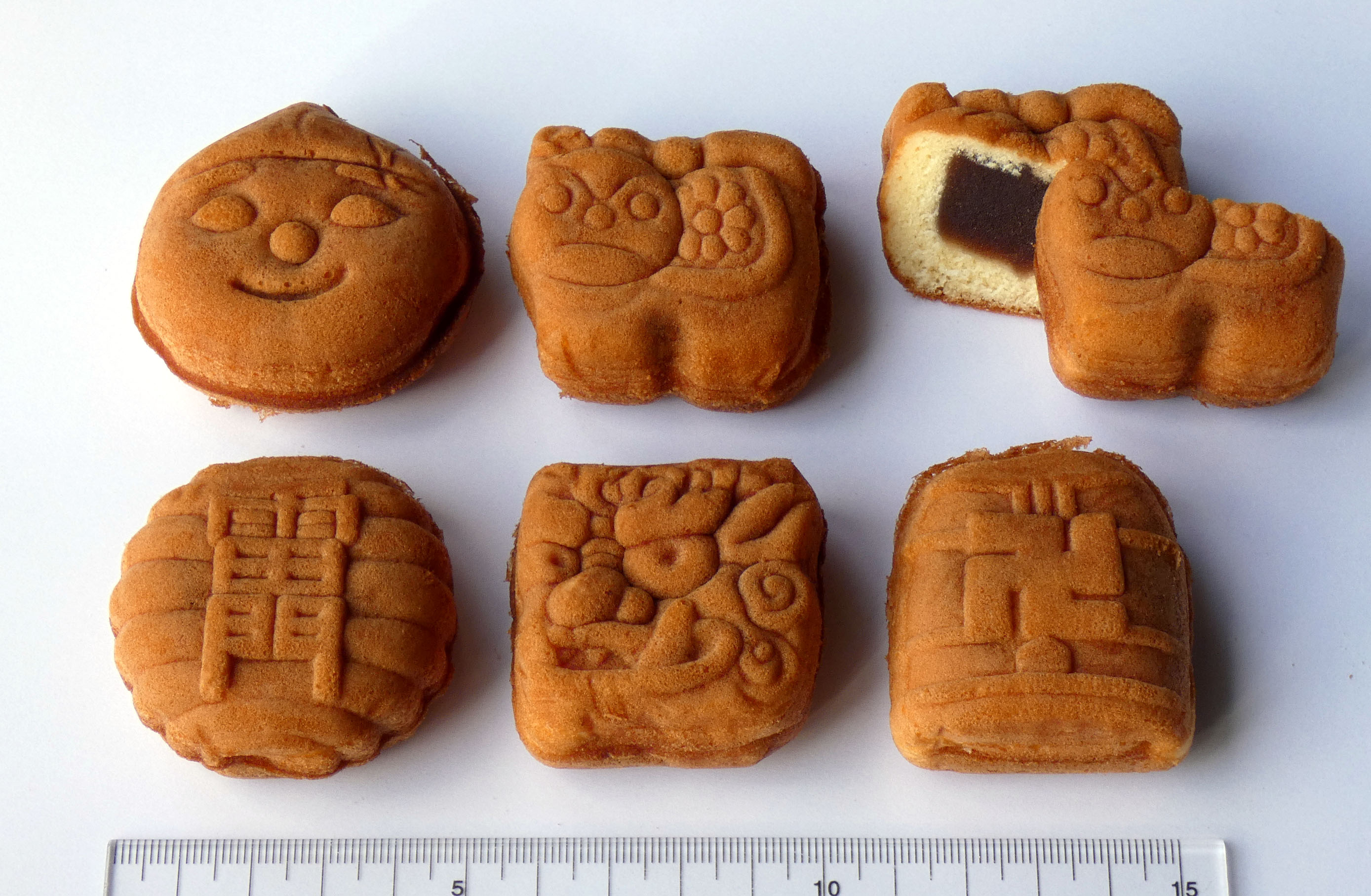
浅草にある常盤堂雷おこし本舗の人形焼

人形焼（にんぎょうやき）は、カステラにあんこなどを入れて焼いた和菓子である。人形焼のあんこはこしあんが多いが、中には小倉あんが入っているものや、餡なしやカステラ焼きと呼ばれる餡のないものもある。変わり種としては、抹茶あん、さくらあんやカスタードクリームなどを入れたものもある。
東京都中央区日本橋人形町が発祥地とされ、東京土産として有名である。

## 形

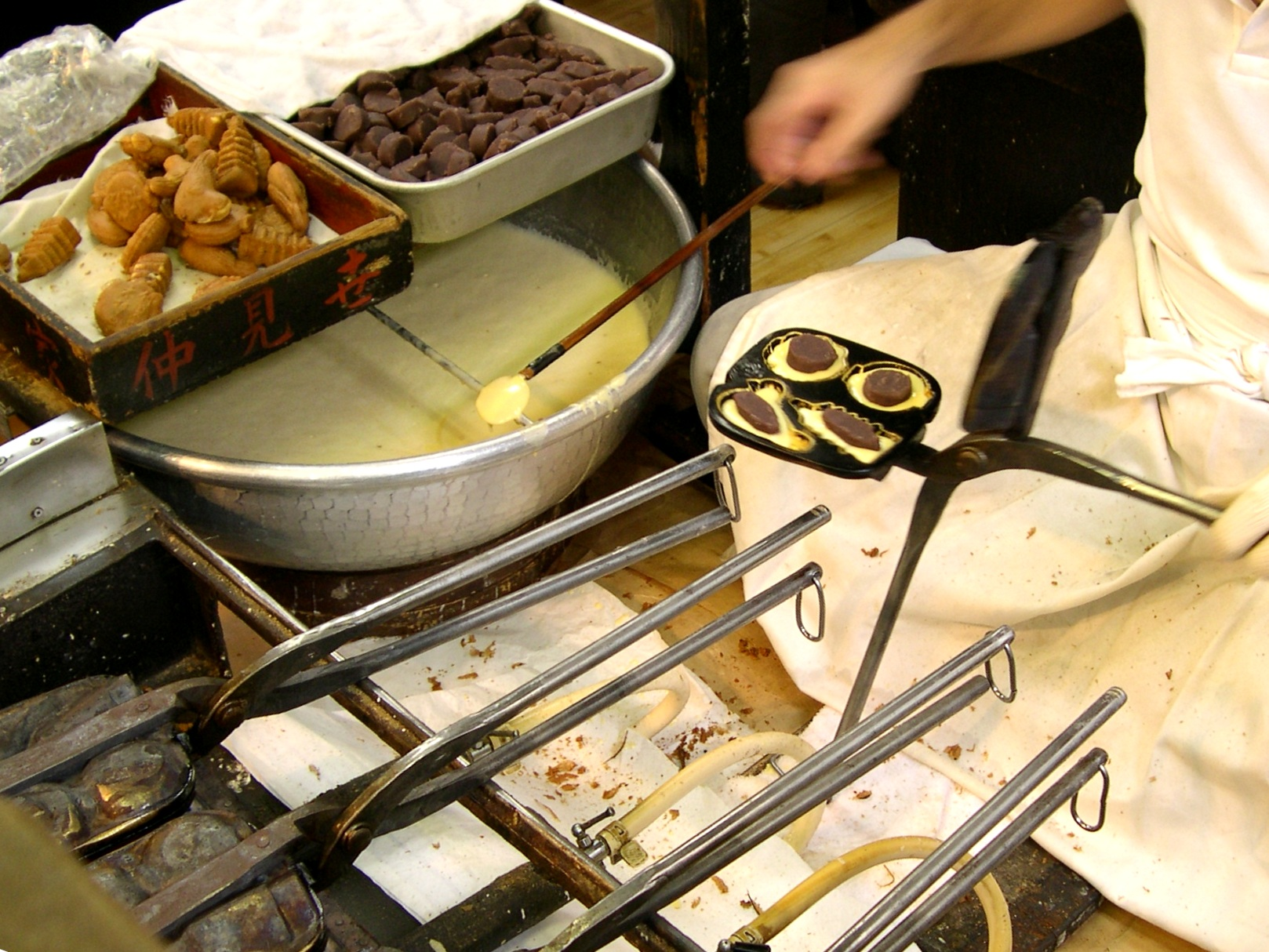
浅草仲見世の人形焼の実演販売。大正時代に人形町の人形焼に製法や実演販売方式などを習って始められ、当初は名所焼きと称していた。

文楽人形や七福神の焼き型を用いたものが伝統的なものであったが焼き型は時代とともに移り変わっている。人形焼発祥と言われる人形町の老舗によると、七福神も最初は全身像だったものがやがて顔だけに変わっていったらしい。大正時代に人形町で修行した職人が浅草で始めたものは雷門や五重塔など浅草の名所をモチーフとし、当初は「名所焼」と称して販売していた。また戦時色の濃かった時代は戦車や大砲などを模したものもあった。現在でも人形町のごく一部の店舗ではこの焼き型で製造されている。近年ではハローキティをはじめとする様々なキャラクターを模した型を用いた製品もあり合格を祈念した人形焼もある。

## 日持ち
浅草寺境内の売店等では、人形焼をその場で焼いて販売しており焼きたての食感を楽しめるが、その日のうちに食べてしまわないと風味が落ちてしまう。一方、鉄道駅や土産物屋で販売されている人形焼は、工場で量産されたものなのでどうしても焼きたての風味は薄れてしまうが、真空脱酸素パックされ1ヶ月程度の長期保存が可能となっており、土産物や進物として人気が高い。